# Perrin Buford
Perrin Buford   (Decatur, 25 de gener de 1994) és un jugador de bàsquet estatunidenc. Mesura 1,98 m. i pot jugar en les posicions d'aler i escorta.

## Carrera esportiva
A l'NCAA va jugar una temporada amb els Motlow State, una altra amb els Southwest Tennessee CC i dues temporades amb els Middle Tennessee State Blue Raiders. Després de no ser triat en el Draft de l'NBA del 2016, la temporada 2016-17 va debutar com a professional a la Due Gold italiana a les files del Moncada Agrigento. va disputar 33 partits amb una mitjana anotadora de 16,79 punts per partit.
Després de jugar la lliga d'estiu de l'NBA de 2017 amb els Boston Celtics, se'n va a la lliga australiana per jugar amb els Brisbane Bullets. Al final de la temporada torna a Europa per jugar a la lliga turca a les files del Yeşilgiresun Belediye. En acabar la competició turca fitxa pels Caciques de Humacao, de la lliga porto-riquenya, per reforçar l'equip de cara als darrers partits de la competició.
El 6 d'agost de 2018 signa per l'Avtodor Saratov rus per jugar la VTB United League i la FIBA Europe Cup. Un cop acabada la temporada, juga durant dos mesos als Fujian Sturgeon de la lliga xinesa. En el mes de novembre de 2019 fitxa pel Club Joventut Badalona de la lliga Endesa, on disputarà onze partits fins al 6 de febrer de 2020, data en què es devincula del club badaloní.